# Мірошник Зоя Михайлівна
Зоя Михайлівна Мірошник (нар. 13 квітня 1958, Анапська Краснодарський край РРФСР) — український психолог, доктор психологічних наук, професор, провідний фахівець у галузі психології особистості, декан педагогічного факультету (2003—2008), завідувач кафедри практичної психології (з 2012) Криворізького державного педагогічного університету. Досліджує проблеми психології особистості, рольової структури особистості вчителя, рольового підходу в підготовці сучасного психолога, вікової та педагогічної психології.

## Професійна біографія
1979 року закінчила Криворізький державний педагогічний інститут (спеціальність «Педагогіка та методика початкового навчання»).
З 1980 викладає у Криворізькому педагогічному інституті/університеті, 1993—1994 — виконувач обов'язків завідувача кафедри педагогіки та методики початкового навчання, з 1994 — доцент, 1994—1997 — заступник декана факультету підготовки вчителів початкових класів, 1997—2001 — доцент кафедри педагогіки та методики початкового навчання, у 2003—2008 — декан педагогічного факультету Криворізького державного педагогічного університету і, паралельно (2005—2008) — доцент кафедри теорії і практики дошкільного виховання та початкового навчання.
1990 року захистила дисертацію «Формування конструктивних дій як психологічних передумов трудових умінь в учнів 1–2 класів» на здобуття наукового ступеня кандидата психологічних наук у Науково-дослідному інституті психології, м. Київ.
2005  — член-кореспондент Слов'янської академії освіти імені Яна Амоса Коменського.
2008—2011 — докторант кафедри практичної психології Харківського національного педагогічного університету імені Г. С. Сковороди.
2011—2012  — доцент кафедри психології та педагогічних технологій Криворізького педагогічного інституту ДВНЗ «Криворізький національний університет».
2012 року захистила дисертацію на тему «Рольова структура особистості вчителя початкових класів» на здобуття наукового ступеня доктора психологічних наук у спеціалізований вченій раді Класичного приватного університету, м. Запоріжжя.
З 2012 року — завідувач кафедри практичної психології Криворізького державного педагогічного університету. Викладає дисципліни: «Сучасні напрямки психології особистості». «Психологія особистості» . «Основи теоретичної психології» . «Психологія батьківства». «Психологія аномального розвитку» . «Основи психокорекції» . «Рольовий підхід у підготовці психолога» . «Психологія розвитку». «Феномен особистості».
З 2013 року очолює наукову школу «Теоретико-методологічні основи структури особистості: рольовий підхід». Є науковим керівником 3 захищених кандидатських дисертацій.
2014 року присвоєно вчене звання професора.
З. М. Мірошник — керівник і гарант освітньо-наукової програми «Психологія». Активний учасник міжнародних культурно-освітніх програм, всеукраїнських і міжнародних конгресів, науково-практичних конференцій і семінарів.
Нагороджена Нагрудним знаком Відмінник освіти України (1999), Почесними грамотами Міністерства освіти і науки України (2005, 2008), Почесною грамотою виконкому Криворізької міської ради (2017).

## Публікації
Автор і співавтор 8 монографій; 14 підручників, науково-методичних і навчально-методичних посібників; 90 наукових статей у фахових вітчизняних і зарубіжних виданнях, матеріалах міжнародних і всеукраїнських науково-практичних конференцій; науковий редактор і рецензент фахових видань

## Основні наукові й навчально-методичні праці
- Мірошник З. М. (співавт.) Вікова і педагогічна психологія: зб. творчих завдань: навч. посіб. для ВНЗ. — Кривий Ріг: Видавничий дім, 2004. — 40 с.
- Мірошник З. М. (співавт.) Вікова і педагогічна психологія. Семінари. Лабораторні заняття. Самостійна робота студентів: навч. посіб. для студ. пед. ін-тів і ун-тів. — Кривий Ріг: Видавничий дім, 2004. — 134 с.
- Мірошник З. М. (співавт.) Шкільна тривожність молодших школярів та шляхи її корекції: метод. посібник. — Кривий Ріг: КДПУ, 2005. — 100 с.
- Мірошник З. М. (співавт.) Особливості розвитку Я-концепції молодших школярів: метод. посібник. — Кривий Ріг, 2009. — 51 с.
- Мірошник З. М. (співавт.) Формування творчої особистості в процесі навчання: теорія, практика, досвід: моногр. посібник. — Кривий Ріг — К., 2009. — 559 с.
- Мірошник З. М. (співавт.) Формування творчої особистості учня в позаурочний час: моногр. посібник. Кн. 2 : Особистісно орієнтований підхід: психологія творчості та виховні технології. — К., 2009. — 471 с.
- Мірошник З. М. (співавт.) Соціальні ролі та їх вплив на формування міжособистісних стосунків молодших школярів: метод. посібник. — Кривий Ріг: КДПУ, 2010. — 91 с.
- Мірошник З. М. Психологічна культура як головна детермінанта рольової структури особистості вчителя початкових класів: навч.-метод. комплекс. — Кривий Ріг: КПІ ДВНЗ «КНУ», 2011. — 50 с.
- Мірошник З. Рольова структура особистості вчителя початкових класів: монографія. — Х. : ХНПУ, 2011. — 306 с.
- Мірошник З. М. (співавт.) Рольові позиції молодших школярів: метод. посібник. — Кривий Ріг: КДПУ, 2011. — 80 с.
- Мірошник З. М. Структура особистості вчителя початкових класів: рольовий підхід: монографія. — Х. : ФО-П Шейніна О. В. ; ХНПУ, 2011. — 308 с.
- Мирошник З. М. (співавт.) Развивающие программы в работе психолога системы образования: деятельностный подход: кол. монографія / под ред. Т. Б. Хомуленко. — Х., 2012. — 399 с.
- Мірошник З. М. (співавт.) Психологія особистості: навч.-метод. посібник. — Кривий Ріг: КПІ ДВНЗ «КНУ», 2012. — 182 с.
- Мірошник З. М. (співавт.) Професіоналізація майбутніх практичних психологів: теоретичний і методичний аспекти: кол. монографія / за ред. З. М. Мірошник. — Кривий Ріг: КПІ ДВНЗ «КНУ», 2013. — 292 с.
- Мірошник З. М. (співавт.) Майбутній практичний психолог як суб'єкт професіоналізації: кол. монографія / за ред. З. М. Мірошник. — Кривий Ріг: КПІ ДВНЗ «КНУ», 2014. — 286 с.
- Мірошник З. М. Методи дослідження рольової структури особистості вчителя: навч. метод. посіб. для студ. ВНЗ. — Кривий Ріг: Видавець Роман Козлов, 2014. — 150 с.
- Мірошник З. М. (співавт.) Розвиток емоційної сфери дітей шестирічного віку засобами казкотерапії: навч.-метод. посібник. — Кривий Ріг: СПД Маринченко С. В., 2014. — 104 с.
- Мірошник З. М. (співавт.) Психологічний супровід професійно особистісного становлення майбутніх практичних психологів: рольовий підхід: кол. монографія / за ред. З. М. Мірошник. — Кривий Ріг: КПІ ДВНЗ «КНУ», 2015. — 290 с.
- Мірошник З. М. (співавт.) Професіоналізація майбутнього практичного психолога в умовах вищої педагогічної освіти: теорія і практика: кол. монографія / наук. ред. З. М. Мірошник. — Кривий Ріг: КПІ ДВНЗ «КНУ», 2016. — 285 с.
- Мірошник З. М. (співавт.) Ролеграма як засіб формування рольової структури особистості: наук.-метод. посібник. — Кривий Ріг: Видавець Роман Козлов, 2017. — 296 с.
- Мірошник З. М. (співавт.) Особистісна зрілість як проблема сучасної психології: кол. монографія / наук. ред. З. М. Мірошник. — Кривий Ріг: Вид. Р. А. Козлов, 2019. — 220 с.